# Dactylokepon palaoensis
Dactylokepon palaoensis är en kräftdjursart som beskrevs av Sueo M. Shiino 1942. Dactylokepon palaoensis ingår i släktet Dactylokepon och familjen Bopyridae. Inga underarter finns listade i Catalogue of Life.